# Freeport (Floryda)
Freeport – miasto w Stanach Zjednoczonych, w stanie Floryda, siedziba administracyjna hrabstwa Walton.
W latach 2010–2020 zostało uznane za najszybciej rosnące miasto Florydy. Swój rozwój zawdzięcza podmiejskiemu położeniu połączonemu z łatwym dostępem do głównych autostrad i lokalnych ośrodków kultury. Freeport znajduje się pomiędzy Panama City, Fort Walton Beach i Destin.